# Birján
Birján là một thị trấn thuộc hạt Baranya, Hungary. Thị trấn này có diện tích 9,07 km², dân số năm 2010 là 514 người, mật độ 57 người/km².